# Anipocregyes laosensis
Anipocregyes laosensis är en skalbaggsart som beskrevs av Stefan von Breuning 1965. Anipocregyes laosensis ingår i släktet Anipocregyes och familjen långhorningar.
Artens utbredningsområde är Laos. Inga underarter finns listade i Catalogue of Life.